# Schoenobius porrectella
Schoenobius porrectella là một loài bướm đêm trong họ Crambidae.